# 부탄의 종교
부탄의 종교 (퓨리서치) 2020
부탄은 헌법을 통해 불교 국가로 되어 있으며 불교는 자국 내에서 중요한 역할을 맡고 있다.
공식적인 부탄의 종교는 불교로, 전체 인구의 73-85% 사이가 믿고 있으며 나머지는 힌두교가 다수를 이루고 있다.
종교의 자유는 부탄 국왕을 통해 보장되어 있다.
과거에는, 전체 인구 770,000명 중 대략 85%가 티베트 불교의 닝마파 또는 까귀파의 분파인 드룩파 까귀나 불교의 또 다른 종파를 따랐다. 시민권자 중 11.3% (주로 로참파인)는 힌두교를 따른다.

## 불교
부탄의 헌법은 불교가 부탄의 '영적 유산'이라 명시하고 있으며 또한 부탄의 국왕은 불교도여야 하지만, '모든 종교의 수호자'가 되어야 한다고 밝히고 있다.
부탄의 원주민들의 후예로 추정되는, 샤르초프인들이 동부 지역 인구의 다수를 이루고 있다. 일부 샤르초프인들은 뵌교의 일부 요소가 혼합된 불교를 따르고 있고 그 외는 애니미즘과 힌두교를 따른다고 전해진다.
2000년대 초, 티베트인계 정착자들의 후예인 느갈로프인은 서부 지역과 중부 지역의 다수를 이루고 있고 대부분이 밀교인 까귀의 한 분파 드룩파 까귀를 따른다. 부탄 정부는 까귀파와 닝마파 불교 수도원 모두를 지원했다. 왕가는 닝마파와 까귀파 불교의 혼합 형태를 따르고 있고 많은 시민들은 "까귀파와 닝마파는 하나다"를 뜻하는 'Kanyin-Zungdrel'의 개념을 신봉한다.

## 힌두교
주로 남부에 집중되어 있는 힌두교인들은 힌두교를 따른다. 부탄 지역에 거주하는 로참파인들이 다수로 이뤄진 힌두교인 대략 92,167명이 존재한다. 이들은 부탄 인구의 12%를 이루고 있으며, 힌두교는 부탄 내 두 번째로 큰 종교이다. 최초의 힌두교 사원이 2012년 팀푸에 부탄의 대수도원장 제 켄포에 의해 지어졌으며, 힌두교인들은 중소 규모로 종교 집회를 이루고 있다.
힌두교는 로참파인 집단에서 한층 흔하며, 그럼에도 소수의 로참파인들은 불교도 따르고 있다. 2015년 이래로, 힌두교는 부탄의 민족 종교로 여겨지기도 한다.

## 뵌교
부탄의 애니미즘과 샤머니즘 성향의 종교인 뵌교는 자연 숭배를 중심으로 이뤄지고 불교보다도 오래되었다. 뵌교는 불교 자료들에서 반불교주의자들이자 8세기 티베트에서 불교 전파의 저항의 근원으로 묘사되었다. 불교로 개종해야 하던 뵌교 사제들은 흑마술과 동물 공희에 능숙한 자들로 여겨졌다. 하지만, 수세기 간 불교의 탄압에도, 부탄 내 뵌교의 전통은 치료와 보호 목적의 뵌교 의식에 관련한 연례 행사 및 일상 생활 등에서 이어지고 있다.
뵌교 사제들이 불교 행사 내 뵌교 의식을 보통 집행하고 포함되어 있으나, 아주 적은 수의 시민권자만이 이 종교를 따르고 있다.

## 기독교
기독교는 17세기 말에 포르투갈의 예수회를 통해 부탄에 처음 전해졌으나, 이들의 전도는 독실한 부탄의 불교도들한테 충분한 반응을 이끌어내지 못했다. 극소수의 기독교인들이 거주하는 아삼과 벵갈 그리고 그 외 지역들에 부탄계 기독교인들이 있다.

## 이슬람교
2010년에, 퓨 연구센터는 부탄 인구의 0.2%가 무슬림이라는 결과를 내놓았고 이슬람교는 부탄의 헌법에 따라 공인되지 않은 종교이다.

## 종교의 자유와 규제
부탄의 법률는 종교의 자유를 명시하고 있으며 종교 기관들과 종교 인사들은 "부탄의 영적 유산을 촉지함과 동시에 종교를 정치와 분리하도록 하고 종교와 개인들은 "정치보다 상위에 있다"라는 내용을 보장할 의무가 있다. 개인의 종교와 문화적 가치 등을 보장하기로 한 정부의 목적을 반영하고 있는, 위에 언급된 부탄 헌법 상의 불변의 조항들은 각각 개종 권 행위 적용과 종교 인사들의 투표를 금지로 해석되고 있다.
2007년의 종교 조직법은 조직 단체의 등록 및 관리를 제공함으로써 부탄의 영적 유산을 보호하고 보존할 것을 목표로 하고 있다. 이러한 목표를 충족하기 위하여, 동법은 종교 단체들에 대한 규제 기관으로서 Chhoedey Lhentshog를 설립하였다. 이 기관은 부탄 내 모든 종교 단체들에 대한 기록물을 규제, 감독, 유지하며, 반대로 종교 단체들은 특정한 법인 형태를 등록하고 유지할 것을 요구된다.
2022년, 부탄의 종교의 자유에 대하여 Freedom House는 4점 중 2점을 매겼고, 부탄 헌법이 종교의 자유를 보호하고 있으나, 지방 당국들이 비불교도들을 탄압하고 있는 것으로 알려져 있고 비불교 신자들이 불교 행사와 의식에 참여하라는 압박을 경험한 바 있음을 언급하였다.
같은 해, 부탄은 기독교인들에게 최악의 장소 40위에 올랐다.

## 같이 보기
- 부탄의 종교의 자유